# Kamen no Ninja Akakage
Autre
Kamen no Ninja Akakage (仮面の忍者赤影) ou Hida no Akakage (飛騨の赤影) est un manga de Mitsuteru Yokoyama paru dans le périodique Weekly Shōnen Sunday aux numéros 45 et 48, en 1966 et 1967.

## Synopsis
Japon, 1545. Akakage, Asuka et Aokage sont trois enfants qui ont été élevés depuis leur plus jeune âge par un maître Ninja, Shirokage. Dans la pure tradition, ils deviennent ensuite tous les trois guerriers Ninjas, devant œuvrer dans l'ombre. Ils servent avec leur maître, le tout puissant seigneur Togo. Un autre clan, le Kyogoku est rongé de l'intérieur par l'homme de "confiance" du souverain qui ne tarde pas à mourir empoisonné par ce traître. Il décide ainsi de faire assassiner la princesse Koto, héritière du pouvoir, car le souverain n'a pas eu de fils. Pour parvenir à ses fins, il s'octroie les services d'un autre groupe de ninjas qui seront confrontés à nos trois héros...

## Adaptations
- Kamen no Ninja Aka-Kage (1967) : série Tokusatsu de 52 épisodes, première série de ce genre en couleur produite par la Toei. Elle a été diffusée à KTV et Fuji Television du 5 avril 1967 au 27 mars 1968.
- Kamen no Ninja Aka-Kage (1987) : animé de 23 épisodes diffusés sur Nippon Television entre le 13 octobre 1987 et le 22 mars 1988.
- Red Shadow: Akakage : film réalisé en 2001 par Hiroyuki Nakano.